# Minahasa
Die Minahasa (auch: Minahassa oder Mina hasa) sind eine ethnische Gruppe, die in der indonesischen Provinz Nordsulawesi beheimatet ist. Die Minahasa sprechen Minahasa-Sprachen.
Minahasa Raya ist das Kerngebiet, das die Gebiete Bitung, Manado und Minahasa umfasst, drei der Regierungsbezirke der Provinz Nordsulawesi.
Ursprünglich wurde die Region von malaiisch sprechenden Menschen bewohnt. Sie wurde im 16. Jahrhundert von Portugal kolonisiert, anschließend von den Niederlanden. Die Minahasa identifizieren sich stark mit der niederländischen Sprache und dem Protestantismus – so sehr, dass im Zuge der indonesischen Unabhängigkeit 1945 die Region für einen Anschluss an die Niederlande war und niederländische Provinz werden wollte. Eine beträchtliche Zahl von Minahasa lebt in den Niederlanden, als Teil der Indo (eurasischen) Bevölkerung dort.
Ihre Musik ist auch stark beeinflusst von den früheren Kolonialherren; ihre Festlichkeiten begehen sie mit großen Spielmannszügen mit Klarinetten, Saxophonen, Trompeten, Trombonen und Tubas, die sämtlich aus örtlichem Bambus gebaut sind.

## Geschichte
Der Name des Landes der Minahasa änderte sich verschiedentlich: zunächst hieß die Gegend Batacina, dann Malesung, später Minaesa. Schließlich kam der aktuelle Name Minahasa, der die Bedeutung hat: „eine Einheit werden“. Dieser Name entstand aus dem Krieg gegen das Königreich von Bolaang Mongondow.
Bis zum Jahr 670 entwickelte der Norden Sulawesis kein größeres staatliches Gebilde. In Nordsulawesi trafen sich die Häuptlinge verschiedener Stämme, die allesamt unterschiedliche Sprachen nutzten, bei einem Stein, der als Watu Pinawetengan bekannt wurde. Dort gründeten sie einen Bund unabhängiger Staaten, der eine Einheit bilden und äußere Feinde zu bekämpfen ermöglichen sollte.

### Ursprung der Minahasa
Es ist unbekannt, wann das Land der Minahasa zuerst von Menschen besiedelt wurde, aber die warugas (Sarkophage) in der Provinz Sawangan beweisen, dass die Vorfahren der Minahasa aus der Steinzeit stammen. Die Minahasa glauben, dass sie von Toar und Lumimuut abstammen. Ursprünglich wurden die Abkömmlinge von Toar-Lumimuut in drei Gruppen eingeteilt: Makatelu-pitu (drei mal sieben), Makaru-siuw (zweimal neun) und Pasiowan-Telu (neunmal drei). Sie vergrößerten sich schnell. Doch früh entstanden Auseinandersetzungen unter diesen Menschen. Ihre Anführer (Tona'as) entschieden, sich zu treffen und darüber zu sprechen. Sie trafen sich in Awuan nördlich des Hügels Tonderukan. Das Treffen bekam den Namen Pinawetengan u-nuwu (Unterteilung der Sprache) oder Pinawetengan um-posan (Unterteilung der Rituale). Bei diesem Treffen wurden die Nachkommen in drei Gruppen eingeteilt, die Tonsea, Tombulu und Tontemboan, entsprechend der oben erwähnten Gruppen. An der Stelle dieses Treffens wurde ein Gedenkstein errichtet, den man Watu Pinabetengan (Stein der Teilung) nannte. Er ist ein bevorzugtes Touristenziel.
Die Gruppen der Tonsea, Tombulu und Tontemboan errichteten daraufhin ihre Hauptgebiete Maiesu, Niaranan und Tumaratas. Bald wurden etliche Dörfer auch außerhalb dieser Gebiete erbaut. Diese neuen Dörfer wurden Herrschaftszentren einer Gruppe, die sich „puak“ und später „walak“ nannten, zu vergleichen mit den aktuellen Gebietsnamen.
Allmählich erreichte eine neue Gruppe von Menschen die Halbinsel Pulisan. Wegen unzähliger Konflikte in diesem Gebiet zogen sie ins Binnenland und bauten Dörfer rund um einen großen See. Diese Menschen wurden dann Tondano, Toudano oder Toulour genannt, was „Wassermenschen“ bedeutet. Dieser See ist heute der Tondanosee.
In den folgenden Jahren kamen weitere Gruppen nach Minahasa. Diese waren:
- Leute von den Inseln Maju und Tidore, die in Atep anlandeten. Diese Menschen waren die Vorfahren der Unterethnie der Tonsawang.
- Leute aus der Tomoribucht. Diese waren die Vorfahren der Subethnie Pasam-bangko (Ratahan dan Pasan).
- Leute von Bolaang Mangondow, die die Vorfahren der Ponosakan (Belang) waren.
- Leute aus der Inselwelt von Bacan und Sangi, die dann Lembeh und die Inseln Talisei, Manado Tua, Bunaken und Mantehage eroberten. Diese waren die Subethnie der Bobentehu (Bajo). Sie landeten an einer Stelle, die nun Sindulang heißt. Sie errichteten ein Königreich namens Manado, das 1670 endete und zu „walak Manado“ wurde.
- Menschen von Toli-toli, die in den frühen 1700er Jahren zuerst in Panimburan landeten und dann nach Bolaang-Mangondow gingen
- und schließlich zu einer Stelle, die nun Malalayang heißt. Diese Menschen waren die Vorfahren der Subethnie der Bantik.

Diese sind die neun ethnischen Gruppen in Minahasa (was die Zahl 9 in Manguni Maka-9 erklärt): Tonsea, Tombulu, Tontemboan, Tondano, Tonsawang, Pasan Ratahan, Ponosakan, Babontehu und Bantik.
Der Name Minahasa selbst entstand zu einer Zeit, als die Minahasa gegen die Bolaang Mangondow kämpften. Helden der Minahasa in diesen Kriegen gegen die Bolaang Mangondow waren: Porong, Wenas, Dumanaw und Lengkong (im Kampf nahe dem Dorf Lilang), Gerungan, Korengkeng, Walalangi (bei Panasen, Tondano), Wungkar, Sayow, Lumi, und Worotikan (im Krieg um die Amurangbucht).
Bis zur niederländischen Kolonialzeit im 17. und 18. Jahrhundert lebten die Minahasa in kriegerischen Stämmen, die die Kopfjagd praktizierten.

### Die europäische Ära
In der zweiten Hälfte des 16. Jahrhunderts kamen sowohl die Portugiesen als auch die Spanier nach Nordsulawesi. Zur Mitte des 17. Jahrhunderts gab es eine Annäherung zwischen den Häuptlingen der Minahasa und der niederländischen Ostindien-Kompanie (Verenigde Oostindische Compagnie, VOC), die im Jahr 1679 in eine konkrete Form gebracht wurde mittels eines Vertrages, den man im „Corpus Diplomaticus Neerlando-Indicum 1934“ im Band III, Nr. 425 finden kann. Von 1801 bis 1816 war Minahasa mit nur wenigen Unterbrechungen unter britischer Kontrolle. 1817 wurde die niederländische Herrschaft auf lange Zeit wiedererrichtet.
Zur Zeit des ersten Kontaktes mit Europäern hatte das Sultanat von Ternate Einfluss auf Nordsulawesi, und das Gebiet wurde oft von seefahrenden Bugishändlern aus Südsulawesi besucht. Die Spanier und Portugiesen, die ersten Europäer, landeten in Minahasa via den Hafen von Makassar, landeten aber auch in Sulu (vor der Nordküste von Borneo) und im Hafen von Manado. Die Spanier setzten sich auf den Philippinen fest. Obschon sie sporadischen Kontakte mit Minahasa hatten, war der Einfluss der Spanier und Portugiesen durch die Macht von Ternate begrenzt.
Die Portugiesen hinterließen Erinnerungen ihrer Präsenz im Norden in verschiedener Weise. Portugiesische Familiennamen und verschiedene portugiesische Worte werden sonst in Indonesien nicht aufgefunden, wie „garrida“ für eine  schöne Frau und „buraco“ für einen bösen Mann, die man auch heute noch in Minahasa finden kann. In den 1560er Jahren kamen portugiesische Missionare der Franziskaner nach Minahasa und tauften einen Teil der Menschen.
Das Vorhandensein von Naturressourcen in Minahasa ließ Manado zu einem strategischen Hafen für europäische Handelsschiffe auf dem Weg zu den Gewürzinseln der Molukken werden. Die Spanier errichteten eine Festung in Manado. Die Herrscher von Minahasa wollten deren Herrschaft beenden und wünschten sich die korrupten Spanier weg; sie sandten Supit und Pa'at dan Lontoh (ihre Statuen sind in Kauditan, etwa 30 km vor Bitung zu finden) zur niederländischen VOC in Ternate mit der Bitte um Hilfe. Die Niederländer und ihre Verbündeten in Minahasa bekamen 1655 die Oberhand, erbauten ihre eigene Festung 1658 und vertrieben die letzten Spanier ein paar Jahre später.
im frühen 17. Jahrhundert hatten die Niederländer das Sultanat Ternate erobert und den Spaniern und Portugiesen den Rang abgelaufen. Wie es in den 1640er und 50er Jahren üblich war, arbeiteten die Niederländer mit örtlichen Machthabern zusammen, um ihre europäischen Konkurrenten hinauszuwerfen. 1677 besetzten die Niederländer die Insel Sangir, und zwei Jahre später besuchte Robert Padtbrugge, der niederländische Gouverneur der Molukken, die Stadt Manado. Bei diesem Besuch kam ein Vertrag mit den Fürsten der Minahasa zustande, der zur Dominanz der Niederländer über die nächsten 300 Jahre führte.
Die Niederländer halfen die sprachlich verschiedenen Minahasa zu einen, und 1693 erreichten die Minahasa einen entscheidenden Sieg über die Bolaang im Süden. Der niederländische Einfluss blühte, als die Minahasan europäische Werte und die christliche Religion annahmen. Missionsschulen in Manado waren ab 1881 erste Versuche der Volkserziehung in Indonesien; sie gaben ihren Schülern Möglichkeiten, in der Staats- und Militärverwaltung zu Einfluss zu gelangen.
Die Beziehungen zu den Niederländern waren teils alles andere als herzlich (ein Krieg wurde zwischen 1807 und 1809 in Tondano ausgefochten), und die Region kam nicht vor 1870 unter direkten niederländischen Einfluss. Dann aber wurden die Niederländer und die Minahasa so vertraut miteinander, dass der Norden Sulawesis oft als 12. Provinz der Niederlande wahrgenommen wurde. Eine in Manado beheimatete politische Bewegung mit dem Namen „Twaalfde Provincie“ (Zwölfte Provinz) setzte sich 1947 für die Integration Minahasas in den niederländischen Staat ein.
Abseits der portugiesischen Aktivitäten wurde das Christentum in den frühen Jahren nach 1820 eine Macht, als eine calvinistische Gruppe, die Niederländische Missionsgesellschaft, eine nahezu exklusive Stellung von den Molukken bis nach Minahasa erlangte. Die Bekehrung der Minahasa war 1860 nahezu beendet. Mit den Missionaren kamen Missionsschulen, was zur Folge hatte, dass wie auf Ambon und Roti die westliche Erziehung in Minahasa viel früher begann als in anderen Teilen Indonesiens. Die niederländische Regierung übernahm einige dieser Schulen und gründete weitere. Weil der Schulunterricht auf Niederländisch gehalten wurde, hatten die Minahasa einen frühzeitigen Vorteil bei der Vergabe von Stellen in der Regierung und der Kolonialarmee. Minahaser finden sich bis in die heutige Zeit in der Bildungselite Indonesiens.
Die Minahaser fochten an der Seite der Niederländer, um Rebellionen in anderen Teilen des Inselreichs zu unterdrücken, vor allem im Javakrieg von 1825 bis 1830. Es schien so, als bekämen sie aufgrund ihrer Loyalität, ihrer christlichen Religion, ihrer Beteiligung als Soldaten und aufgrund ihrer relativen geografischen Isolation eine besondere Rolle; sie entwickelten ein Selbstverständnis, „etwas andere Leute“ zu sein unter den anderen ethnischen Gruppen des Inselreichs.

### Indonesische Nationalrevolution
Die japanische Besatzung 1942–45 war eine Periode der Unterdrückung, und die Alliierten zerbombten 1945 Manado massiv. Während des folgenden indonesischen Unabhängigkeitskampfes gab es ein bitteres Zerwürfnis zwischen pro-indonesischen Unitariern und denjenigen, die einen niederländischen Bundesstaat favorisierten. Die Ernennung von Sam Ratulangi, eines Christen aus Manado, zum ersten Gouverneur von Ostindonesien war entscheidend für die Akzeptanz der Minahaser für die neue Republik.
Während die junge Republik von einer Krise in die nächste ging, schwächte Jakartas Monopol im Koprahandel ernsthaft die Wirtschaft von Minahasa. Illegale Exporte florierten, und im Juni 1956 ordnete Jakarta die Schließung des Hafens von Manado an, des tatkräftigsten Schmugglerhafens der Republik. Örtliche Autoritäten widersprachen dem, und Jakarta lenkte ein. Bald konfrontierten die Permestarebellen die Zentralregierung mit Forderungen nach politischen, ökonomischen und regionalen Reformen. Jakarta antwortete, indem es Manado im Februar 1958 bombardierte und dann im Juni besetzte.
Der Sinn der Minahaser, „etwas Besonderes“ zu sein, entwickelte sich rasch zu einem Problem für die Zentralregierung. Wie auf Sumatra gab es ein allgemeines Gefühl, dass die Zentralregierung ineffizient sei, dass die Entwicklung stagniere und dass Geld nach Java transferiert werde. Die Umstände begünstigten die Ausbreitung des Kommunismus.
Im März 1957 begannen die Militärführer sowohl von Süd- als auch von Nordsulawesi eine Konfrontation der Zentralregierung mit dem Ziel einer größeren Regionalautonomie. Sie verlangten mehr lokale Entwicklung, einen gerechteren Anteil an den Einnahmen, Hilfe bei der Unterdrückung der Kahar-Muzakar-Rebellion in Südsulawesi, und ein Kabinett der Zentralregierung, das von Sukarno und Mohammad Hatta gemeinsam geführt werden solle. Zumindest war anfangs die 'Permestarebellion' (Piagam Perjuangan Semesta Alam) eher eine Reformisten – denn eine Separatistenbewegung.
Verhandlungen zwischen der Zentralregierung und den Militärführern auf Sulawesi verhinderten Gewalt im Süden von Sulawesi, aber die Minahasaführer waren unzufrieden mit den Ergebnissen, und die Bewegung teilte sich. Inspiriert von der Sorge, von Südsulawesi möglicherweise dominiert zu werden, deklarierten die Führer der Minahasa im Juni 1957 einen eigenen autonomen Staat Nordsulawesi. Zu jener Zeit hatte die Zentralregierung die Lage in Südsulawesi gut unter Kontrolle, aber auf Nordsulawesi gab es keine starke Figur, auf die man sich hätte verlassen können. Zudem gab es Gerüchte, dass die USA, die im Verdacht standen, Rebellen auf Sumatra zu unterstützen, auch in Kontakt mit den Führern der Minahasa seien.
Die Möglichkeit einer Intervention ausländischer Kräfte ließ schließlich die Zentralregierung militärische Unterstützung im Süden von Sulawesi suchen. Die Permestakräfte wurden aus Zentralsulawesi vertrieben, aus Gorontalo, von der Insel Sangir und von Morotai auf den Molukken, von dessen Flugplatz die Rebellen Bombenangriffe gegen Jakarta fliegen wollten. Die Rebellenflugzeuge, die von den USA unterstützt waren und von philippinischen, taiwanischen und von US-Piloten geflogen wurden, wurden zerstört. Die Politik der USA änderte sich, favorisierte nun Jakarta, und im Juni 1958 landeten Truppen der Zentralregierung in Minahasa. Die Permestarebellion wurde schließlich Mitte 1961 beendet.
Der Effekt war, dass sowohl die Rebellion auf Sumatra als auch die auf Sulawesi genau jene Trends verstärkte, die die Rebellen zu schwächen gehofft hatten. Die Zentralautorität wurde gestärkt auf Kosten lokaler Autonomie, radikaler Nationalismus gewann die Oberhand gegen pragmatische moderate Kräfte; die Macht der Kommunisten und Sukarnos nahm zu, während die von Hatta schwand, und Sukarno war 1959 befähigt, seine „Gelenkte Demokratie“ zu installieren.
Erst in jüngerer Zeit nahm die indonesische Regierung eine Politik ein, die lokale Autonomie zu stärken – genau die Idee, für die die Permesta gekämpft hatte.

## Kultur

### Religion
Mit 97 % der Bevölkerung hat die Region Minahasa eine der höchsten Anteile an Christen in Indonesien. Sie hat die höchste Dichte von Kirchen in Indonesien, beinah alle 100 Meter steht eine Kirche. Dies ist auf eine sehr erfolgreiche Missionierungskampagne europäischer Christen in Nordsulawesi zurückzuführen.
1907 publizierte der Verleger P.W.M Trap in Leiden, Niederlande, eine Bibel in der Sprache von Tontemboan, einer Sprache der Minahasa. Sie wurde von M. Adriani-Gunning und J. Regar herausgegeben.

### Küche
Die Minahasaküche ist sehr würzig und kann Elemente aufweisen, die in anderen Regionen Indonesiens typischerweise nicht anzutreffen sind, als Beispiel Hund (RW, Kurzform für rintek wuuk, oder „Feinhaar“ in Tontemboan), Katze (tusuk, auch bekannt als eveready wegen des Katzenlogos), Waldratte und „fruit bat“ (paniki) sind normale Speisen. Die Provinzhauptstadt Manado wird auch oft „Kota Tinutuan“ genannt, in Anlehnung an ein populäres örtliches Gericht, das aus Reisporridge mit Getreide, geräuchertem Fisch, Gemüse und Chili besteht. Es ist außerhalb der Provinz auch als Bubur Manado bekannt. Tinutuan soll die Gesundheit und Vitalität verbessern.

### Tanz
Kabasaran ist der berühmte Minahasakriegstanz, der an die alten kriegerischen Stämme von Minahasa erinnert. Die Tänzer tragen rote Kleidung, die in alten Zeiten den fortgeschrittenen Kopfjägern vorbehalten war. Dieser Tanz ähnelt dem molukkischen Cakalele-Kriegstanz.

### Sprachen
In Minahasa werden fünf unterschiedliche Sprachen gesprochen: Tonsawang, Tontemboan, Toulour, Tonsea und Tombulu. 1996 publizierte das Sommerinstitute der Linguistics in Dallas eine Schrift mit dem Titel North Sulawesi Language Survey von Scott Merrifield und Martinus Salea. Sie gibt einen Überblick über die Klassifikation und Verteilung der Phonologie und des Vokabulars.
Im indonesischen Dialekt der Minahasa („Manado Malay“ oder „Minahasa Malay“) können Einflüsse des Spanischen und des Portugiesischen gefunden werden:
Stuhl auf Indonesisch heißt kursi, im Minahasa wird er kadera genannt (cadera – ein spanisches Wort für Hüfte; cadeira – ein portugiesisches Wort für Stuhl).
Pferd heißt im Indonesischen kuda, ein Wort mit Ursprung im Sanskrit. In der Stadt Tomohon wird ein Pferd kafalio genannt (caballo – Spanisch, cavalho – Portugiesisch).
Man weiß nicht viel über die Schrift von Minahasa, ihren Ursprung oder die Übersetzung.

## Nationalhelden Indonesiens aus Minahasa
- Arie Frederik Lasut
- Alexander Andries Maramis
- Maria Walanda Maramis
- Daan Mogot
- Robert Wolter Monginsidi
- Lambertus Nicodemus Palar
- Sam Ratulangi
- Pierre Andries Tendean